# 澳美人種

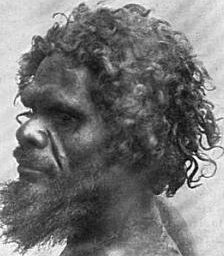
維金，來自吉爾伯特河，南澳大利亞的澳洲人種男子

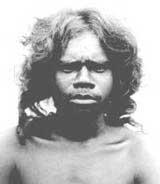
來自斯里蘭卡的維達人被歸類為屬澳洲人種的體質特征

澳洲-美拉尼西亞人種（英語：Australo-Melanesian），也稱為澳美人種（Australomelanesoid），澳大利亞人種（Australasians），澳洲人種（Australoid），是一種傳統的人種區分方式，用來概括居住在澳洲與美拉尼西亞的居民，東南亞及南亞的原住民族有時也會被包括在其中。他们屬於第一批走出非洲的人类，被认为在五万年前到达澳洲。
主要指的是澳洲原住民，以及分布在澳大利亚、新幾內亚、美拉尼西亚以及南印度、印度東北部、東印度（安达曼群岛）、斯里蘭卡、東南亚（印尼、菲律賓、馬來西亚、柬埔寨）、南太平洋的岛屿上的原住民族。
印度的安达曼群島居民与斯里兰卡维达人和最早的新几内亚岛居民携带澳洲人種基因。

## 学说历史
在十九世纪，澳洲原住民被分类为黑种人。但是，由于面貌的不同，在二十世纪初期，新一代的研究发现澳洲原住民与非洲人种的区别。新一代的人类学学家，像，把澳洲原住民和一些其它太平洋岛屿人给归类于他们自己的人种“棕色人种”。棕色人种皮肤为棕色或巧克力色，头发棕黑色并且卷曲，鼻子宽，口鼻部前突，胡子和体毛發達（黑人毛发稀少）。当时，在中国南方和东南亚挖掘的化石显示中石器时代的当地居民骨骼类似于所谓的棕色人种。

## 延伸閱讀
- 种族
- 黃种人
- 白种人
- 黑人